# Dinàmica quàntica
En física, la dinàmica quàntica és la versió quàntica de la dinàmica clàssica. La dinàmica quàntica tracta els moviments, l'energia
i intercanvis d'impuls de sistemes; el comportament del qual es regeix per les lleis de la mecànica quàntica. La dinàmica quàntica és rellevant per als camps incipients, com la computació quàntica i l'òptica atòmica.
En matemàtiques, la dinàmica quàntica és l'estudi de les matemàtiques darrere de la mecànica quàntica. En concret, segons un estudi de la dinàmica, aquest camp investiga la mecànica quàntica com el canvi observable en el temps. Fonamentalment, això implica l'estudi d'automorfismes d'un paràmetre de l'àlgebra de tots els operadors delimitats en l'espai de Hilbert observables (que són els operadors autoadjunts). Aquestes dinàmiques s'entenien ja en la dècada de 1930, després que Wigner, Stone, Hahn i Hellinger van treballar en el camp. Recentment, els matemàtics en el camp han estudiat sistemes mecànics quàntics irreversibles sobre àlgebres de von Neumann.